# Taxiárches (Eubée)
Taxiárches, en grec moderne : Ταξιάρχες, anciennement Kakolýri (grec moderne : Κακολύρι), est un village du dème de Kými-Alivéri, sur l'île d'Eubée, en Grèce.
Selon le recensement de 2011, la population de Taxiárches compte 275 habitants.
Le 24 mai 1944, les Allemands tuent 30 des habitants du village et brûlent ensuite le village en représailles à la mort d'un soldat allemand. Depuis lors, chaque 24 mai, une cérémonie de commémoration de l'événement a lieu.  